# Beth Anderson
Beth Anderson   (Lexington, 3 de gener de 1950) és una compositora neo-romàntica nord-americana. És coneguda en el seu camp per les seves swales, una forma musical que va inventar a partir de collages i mostres de música recent composta en lloc de música existent. El 1995, va dir a un periodista de The New York Times que havia batejat aquesta forma basant-se en aquesta definició de la paraula:
| «                     | "Un swale és una praderia o maresma on s'ajunten moltes coses silvestres" | » |
| — The New York Times, |                                                                           |   |

## Biografia
Anderson va créixer a Mount Sterling, Kentucky. Els seus pares, Marjorie i Sidney Anderson, la van animar a dedicar-se a la música. Va començar a tocar el piano quan era nena i poc després va començar a compondre. Als 14 anys va començar a estudiar piano amb la compositora Helen Libscomb, que li va ensenyar les regles del contrapunt, cosa que li va permetre compondre música tradicional minimalista. Durant els seus dos darrers anys de secundària va començar a compondre música en sèrie, aprenent de forma autodidacta.
Va assistir a la Universitat de Kentucky després de graduar-se de l'escola secundària. Després de dos anys allà, es va traslladar a la Universitat de Califòrnia a Davis, on va completar la seva llicenciatura. Posteriorment, va rebre el Màster en Belles Arts en Interpretació de Piano. Poc abans de completar aquest grau, la seva peça Peachy Keen-O es va interpretar a "Mills College". Robert Ashley, director del "Mills College Center for Contemporary Music", en escoltar l'actuació, la va instar a quedar-s'hi i estudiar. Allí va completar el seu màster en composició. Va estudiar amb els compositors John Cage, Terry Riley, Robert Ashley i Larry Austin, entre d'altres.
A Califòrnia, Anderson es va fer coneguda com una de les més destacades "compositores, crítiques i poetes feministes d'avantguarda". en un sopar organitzat pel Grup d'Usuaris de Macintosh de Nova York. El 1995, el The New York Times va publicar un reportatge sobre el casament de Harold en què el qualificava d'antiquada i convencional i observava: "Riu sovint, tan lleugerament com les campanes de vent. I, no obstant, escolta el grup Megadeth quan neteja el seu apartament".

## Discografia
- Feminae in Musica (Feminae Records, 2007)
  - Tale One
  - Tale Three
  - Belgian Tango
    - Interpretat per: Aleksandra Maslovaric (violín), Tania Fleischer (piano)